# Arroyo Quicé
El arroyo Quicé es un curso de agua de la provincia de Corrientes, Argentina, perteneciente a la cuenca hidrográfica del río Uruguay.
El mismo nace en el bañado del mismo nombre, en el departamento de Paso de los Libres. Desemboca en el río Uruguay al sur la ciudad de Paso de los Libres.
- Datos: Q5705869